# Aulis Rytkönen
Aulis Rytkönen (Karttula, 5 de enero de 1929 - Helsinki, 16 de abril de 2014) fue un futbolista y entrenador finlandés, conocido por haber sido el primer futbolista profesional de Finlandia.
Inició su carrera jugando de delantero en el KuPS Kuopio, en el que estuvo desde 1945 hasta 1952. Después de representar a Finlandia en los Juegos Olímpicos de Helsinki, firmó un contrato profesional con el Toulouse Football Club y formó parte del equipo durante ocho temporadas, en las cuales ganó la Copa de Francia de 1957. En 1960 regresó a Finlandia para ser jugador-entrenador en el HJK Helsinki; aunque colgó las botas en 1966, se mantuvo al frente del club blanquiazul hasta 1971. Posteriormente dirigió a la selección finlandesa desde 1975 hasta 1978.

## Biografía

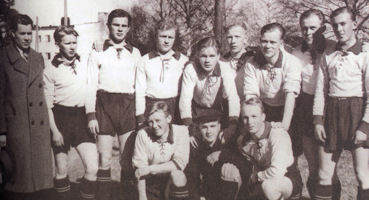
Alineación del KuPS Kuopio en 1950; Rytkönen es el tercero a la izquierda.

Rytkönen nació en Karttula, Finlandia. Cuando tenía seis años sus padres se mudaron a Kuopio, donde comenzó a jugar al fútbol. A los 12 años fue inscrito en el club deportivo Kuopio Riento, vinculado al movimiento sindical, y formó parte de su sección de fútbol hasta que en 1945 se marchó al KuPS Kuopio, el equipo más importante de la localidad. A pesar de su juventud, despuntó como delantero bajo las órdenes de Aaro Heikkinen, exjugador y técnico del KuPS, quien reforzó su estilo de juego técnico con sesiones individuales.
El KuPS se convirtió en los años 1950 en uno de los clubes más potentes del país, con un equipo joven liderado por el propio Rytkönen. Aunque no ganó ningún título mientras estuvo en Kuopio, sus registros goleadores le valieron tres premios al futbolista finlandés del año en 1949, 1950 y 1952. A comienzos de los años 1950 había llamado la atención de ojeadores extranjeros y hasta firmó un preacuerdo de fichaje con el Stade Français, pero la Federación de Fútbol de Finlandia bloqueó el traspaso porque le necesitaban en la selección nacional para los Juegos Olímpicos de Helsinki 1952, que no habría podido disputar de haber aceptado un contrato profesional.
Al término de la cita olímpica, Rytkönen pudo negociar con otros clubes y fue contratado por el Toulouse F. C. de la segunda división francesa, conviriténdose en el primer futbolista profesional de Finlandia. Aunque los aficionados galos no tenían referencias de su juego, el delantero tuvo un buen rendimiento y ayudó al equipo a ascender a la máxima categoría en 1954. Con la llegada de Jules Bigot al banquillo, Rytkönen se hizo un hueco en el once titular e incluso propició la llegada de otros compatriotas a la liga francesa. Sin embargo, la selección finlandesa dejó de contar con él porque la Federación no quería convocar a profesionales. El mayor logro de su carrera fue la Copa de Francia de 1957, tras vencer en la final al Angers SCO por 6:3 en un choque donde Aulis despuntó con cuatro asistencias.
Rytkönen regresó a Finlandia en el verano de 1960 y se topó con el rechazo del KuPS a contratarle, de modo que aceptó una oferta del HJK Helsinki como futbolista y entrenador. La entidad a la que llegó atravesaba una difícil situación económica y deportiva, con un descenso incluido en 1962, por lo que el delantero reconstruyó la plantilla con jugadores jóvenes que tiempo después formaron parte de la selección finlandesa, entre ellos Kai Pahlman. De este modo el HJK conquistó la Primera División de Finlandia en 1964 y fue subcampeón en los dos años siguientes. Rytkönen se retiró como jugador en 1966 para centrarse en la gestión deportiva y permaneció al frente del HJK hasta 1971. A pesar de su salida, siguió vinculado al club blanquiazul y en 1973 aceptó dirigir a la sección femenina.
Desde 1975 hasta 1978 fue el director técnico de la selección finlandesa, cargo que compaginó con el de entrenador del equipo masculino del HJK. Después de una breve estancia en el TIPS Tikkurila, volvió al HJK para ocuparse del equipo femenino en distintas etapas, ayudándolas a conquistar siete ligas, hasta su retirada definitiva en 1996. Tuvo bajo sus órdenes a dos de sus cuatro hijas, Merja Laine y Tiina Rytkönen, y la mayor de ellas llegó incluso a ir convocada con la selección femenina.
En 2010, el ayuntamiento de Kuopio le puso su nombre a la calle situada frente al estadio municipal. Rytkönen falleció el 16 de abril de 2014, a los 85 años, en el Hospital Jorvi de Helsinki.

## Trayectoria

### Como jugador
| Club          | País      | Año       |
| ------------- | --------- | --------- |
| KuPS          | Finlandia | 1945-1952 |
| Toulouse F. C | Francia   | 1952-1960 |
| HJK Helsinki  | Finlandia | 1960-1966 |

### Como entrenador
| Club                    | País      | Año       |
| ----------------------- | --------- | --------- |
| HJK Helsinki            | Finlandia | 1960-1971 |
| HJK Helsinki (femenino) | Finlandia | 1973-1975 |
| Selección finlandesa    | Finlandia | 1975-1978 |
| HJK Helsinki            | Finlandia | 1975-1979 |
| TIPS Tikkurila          | Finlandia | 1981-1982 |
| HJK Helsinki (femenino) | Finlandia | 1984-1988 |
| HJK Helsinki (femenino) | Finlandia | 1991      |
| HJK Helsinki (femenino) | Finlandia | 1995-1996 |

## Palmarés

### Como jugador
| Título            | Club          | País      | Año  |
| ----------------- | ------------- | --------- | ---- |
| Copa de Francia   | Toulouse F. C | Francia   | 1957 |
| Liga de Finlandia | HJK Helsinki  | Finlandia | 1964 |
| Copa de Finlandia | HJK Helsinki  | Finlandia | 1966 |

#### Distinciones individuales
| Distinción                      | Año              |
| ------------------------------- | ---------------- |
| Futbolista del año en Finlandia | 1949, 1950, 1952 |

### Como entrenador
| Título            | Club         | País      | Año  |
| ----------------- | ------------ | --------- | ---- |
| Liga de Finlandia | HJK Helsinki | Finlandia | 1964 |
| Liga de Finlandia | HJK Helsinki | Finlandia | 1978 |